# 第207飛行隊 (航空自衛隊)
第207飛行隊（だい207ひこうたい、JASDF 207th Tactical Fighter Squadron）は、かつて航空自衛隊南西航空混成団第83航空隊隷下にあった戦闘機部隊。航空自衛隊7番目のF-104J/DJ戦闘機を運用する飛行隊として1966年（昭和41年）に百里基地で新編され、1972年（昭和47年）の沖縄返還後に那覇基地へ移駐し、1986年（昭和61年）に閉隊されるまで南西諸島の防空任務を実施した。

## 概要
第207飛行隊はF-104J/DJ戦闘機を運用する飛行隊として、1966年（昭和41年）3月31日に、茨城県百里基地第7航空団隷下の戦闘機部隊として新編された。1972年（昭和47年）11月7日に那覇基地へ移駐し、第83航空隊隷下に編入された。
1973年（昭和48年）1月1日から那覇基地におけるアラート任務を実施し、1986年（昭和61年）3月19日に第302飛行隊へ任務を譲り第207飛行隊は閉隊、航空自衛隊のF-104運用に幕を閉じた。
部隊マークは、百里基地時代は赤いシェブロンに偕楽園にちなんだ梅紋を描いたものだったが、那覇基地移駐後は南十字星をモチーフとしたものになっており、機体塗装も塩害対策でエアクラフトグレイに塗装された。

## 沿革
- 1966年（昭和41年）3月31日 - F-104J/DJ飛行隊として百里基地の第7航空団隷下にて部隊編成[1]。
- 1967年（昭和42年）8月22日 - 百里基地でのアラート待機任務開始[3]。
  - 9月11日～9月27日 - 航空総隊射撃競技大会ロケット射撃部門優勝[4][5]。
- 1969年（昭和44年）6月23日 - 無事故飛行10,000時間達成[6]。
- 1971年（昭和46年）4月7日 - 無事故飛行20,000時間達成[6]。
- 1972年（昭和47年）11月7日 - 那覇基地へ移駐、第83航空隊隷下に編入[1]。
- 1973年（昭和48年）1月1日 - 那覇基地での24時間アラート待機任務開始[1]。
  - 1月31日 - 那覇基地での初のホットスクランブル[6]。
  - 9月3日 - 無事故飛行30,000時間達成[6]。
- 1974年（昭和49年）9月10日 - F-104J（46-8651号機）が夜間訓練から帰投中に消息不明[6]。
- 1976年（昭和51年）7月27日～7月29日 - F-104J要撃戦技競技会優勝[5]。
- 1980年（昭和55年）6月10日 - F-104J（76-8703号機）が胴体着陸して大破[6]。
- 1984年（昭和59年）11月5日～11月8日 - 総合戦技競技会援護戦闘部門F-104の部優勝[4][5]。
- 1985年（昭和60年）6月10日～6月16日 - 航空総隊射爆撃戦技競技会F-104の部優勝[4]。
- 1986年（昭和61年）3月19日 - 第207飛行隊閉隊[1]。

## 歴代運用機
- 戦闘機
  - F-104J/DJ（1966年～1986年）
- 連絡機
  - T-33A（1966年～1986年）